# Kopf oder Zahl (2009)
Kopf oder Zahl ist ein Kinofilm und Drama aus dem Jahr 2009 von Timo Joh. Mayer und Benjamin Eicher mit Ralf Richter in der Hauptrolle und produziert von Ekrem Engizek. Der Vertrieb erfolgte zuerst über Euro Video, wurde dann allerdings von der Ascot Elite Home Entertainment GmbH übernommen. Der offizielle Soundtrack von Kopf oder Zahl, mit dem gleichnamigen Songtitel, wurde von Xatar und Manuellsen beigesteuert. Weil wir der Wahrheit nicht ins Auge sehen von Massiv war ebenfalls ein Soundtrack für den Kinofilm.

## Handlung
Für Aron und Samy, zwei Kleinkriminelle in Berlin, die sich normalerweise mit Diebstählen über Wasser halten, ergibt sich die Möglichkeit zum ganz großen Drogen-Deal. Doch nicht nur die beiden sind hinter dem Rauschgift her, sondern auch der brutale Zuhälter Thomas, der skrupellose und korrupte Polizist Ron, sowie der tschetschenische Arzt Milos. Während die meisten sich dabei nur persönlich bereichern wollen, will Milos mit dem Geld seine Tochter in der Heimat unterstützen.
Der gerade aus dem Gefängnis entlassene Richy, der mit Zuhälter Thomas noch eine Rechnung offen hat, nimmt sich nach ihrem Zusammentreffen einfach dessen Auto. Darin sitzt unerwartet Irina, eine von Thomas Prostituierten. Er nimmt sie kurzerhand mit zu sich und seinem kleinen Sohn Tom. Bei einem erneuten Zusammentreffen zwischen Thomas und Richie, wird dieser jedoch getötet. Irina sollte eigentlich Tom beaufsichtigen, doch da sie nicht ohne Heroin auskommt, spritzt sie sich in Toms Gegenwart. Als der Junge die Spritze sieht, zieht er sie aus ihrem Arm und versucht sich selber damit zu spritzen. Nur kurze Zeit später bricht er zusammen. Während er bewusstlos am Boden liegt erscheinen Aron und Samy, die von Thomas geschickt wurden, um Irina zurückzuholen. Sie werfen eine Münze, um zu entscheiden, wer sich um wen kümmern soll. Nachdem sie Irina bei Thomas „abgeliefert“ haben, sollen sie danach die Leiche von Richie entsorgen. Tom, der sich noch immer bei den beiden aufhält, erkennt seinen toten Vater und stürzt sich voller Wut auf Aron und Samy. Er nimmt deren Revolver und erschießt Aron, während Samy fliehen kann.
So hat am Ende keinem die Suche nach dem Rauschgift wirklich Glück gebracht, selbst der Polizist Ron, der kurzfristig geläutert schien, stirbt durch die Kugel eines Polizeikollegen. Einzig Milos erreicht sein Ziel und kann das Rauschgiftpaket bei Thomas abliefern. In einem dicken Briefumschlag schickt er das Geld in seine Heimat.

## Kritik
Das Lexikon des internationalen Films schieb: „Die angestrebte Mischung aus Sozialdrama und Gangsterfilm scheitert an einer Umsetzung, der es nicht gelingt, die Erzählfragmente vom alltäglichen Ausnahmezustand im verkommenen Großstadtmilieu zum stimmigen Ganzen zu verdichten. Zugleich wird jede Sozialkritik an der thematisierten Ausbeutung von Frauen durch deren misogyne Darstellung erstickt.“
Kino.de wertete: „Ambitionierte deutsche Filmemacher aus dem Seiteneingang scheitern ehrenvoll mit dem Versuch, einen deutschen Gangsterthriller im Stil des jungen britischen oder französischen Genrefilms zu drehen.“ „Da hilft es auch nicht, alle Brutalitätsregler bis zum Anschlag aufzudrehen, wenn das Entsetzen sofort von ungläubigem Staunen über die x-te fantastische und sehr gewollt wirkende Drehbuchwendung abgelöst wird. Aber man will ja nichts auslassen. Wer weiß, wann solche Möglichkeiten wiederkommen.“
Die Kritiker von prisma meinten: „Das Regieduo Benjamin Eicher und Timo Joh. Mayer inszenierte diesen schnell geschnittenen, dunklen und gewaltvollen Großstadt-Thriller mit einer Reihe bekannter TV-Darsteller. Mit Wackelkamera gedreht, eifern Eicher und Mayer hier so berühmten Vorbildern wie L.A. Crash oder Pulp Fiction nach, ohne allerdings nur ansatzweise deren Qualität zu erreichen. Zu zerfahren ist das Low-Budget-Werk, der Zuschauer kann nur ahnen, wie die Handlung möglicherweise zusammenhängen könnte, die Charakterzeichnungen bleiben oberflächlich, und die Darsteller haben zum größten Teil auch schon bessere Tage gesehen.“
Kino-zeit.de urteilte: „Alle wollen aus ihrem vorgezeichneten Lebensweg ausbrechen, aber nur wenigen gelingt es. Ein Abgesang auf die moderne Gesellschaft, in der das Leben des Einzelnen nicht mehr viel zählt.“ „Das Cross-over von Gangsterfilm und Sozialdrama, das durchgehend von der Off-Stimme der toten Mutter Tommys kommentiert wird, wirkt leider durch die unzähligen Thematiken etwas überfrachtet.“